# Hidradenitis suppurativa
Hidradenitis suppurativa (HS)  of ziekte van Verneuil is een chronische inflammatoire huidaandoening die gekenmerkt wordt door steeds op dezelfde plaats terugkerende ontstekingen. Deze treden vooral op in de liezen, genitaliën, bilspleet en oksels, en ook onder de borsten en in buikplooien. Kan ook voorkomen op de hoofdhuid. De ziekte is moeilijk te behandelen en is voor patiënten erg belastend.

## Geschiedenis
Deze ziekte werd ontdekt door Dr. Aristide Verneuil (Parijs nov 1823 - Maisons-Lafitte 11 juni 1895), professor aan de faculteit geneeskunde te Parijs. Hij beschreef deze in 1854.

## Ontstaan
Hidradenitis suppurativa wordt veroorzaakt door een overtollige aanmaak van keratine en een verstoorde bacteriële huishouding op de huid waardoor ontstekingen van haarzakjes ontstaan. Vaak raakt een in het haarzakje uitmondende talgklier of daarin uitmondende apocriene zweetklier ontstoken. De ontstekingen breiden zich vanuit deze reeds in de huid bestaande gangen uit en vormen abcesholtes en -gangen. Deze gangen gaan steeds opnieuw ontsteken en verlittekenen gaandeweg. Kenmerkend is dat de ontsteking in eerste instantie vaak als een pijnlijk "streepje" voelbaar is: de ontstoken gang van de zweet of talgklier. Bij de eerste pusvoring komt deze uit een haarzakje, vaak een stukje verwijderd van de ontsteking. Waarom sommige mensen dit soort ontstekingen krijgen en andere niet, is onbekend. Een groot deel van de patiënten (maar niet iedereen) rookte ten tijde van het begin van de klachten, dus dat zou van invloed kunnen zijn. Het effect van stoppen met roken op het beloop van de klachten is niet uit de medische literatuur bekend.
Ook genetische aanleg speelt een rol: vaak zijn de talg en zweetklieren verder verwijderd van het haarzakje waar ze in uitmonden waardoor ze eerder verstoppen en gevoeliger zijn voor infecties.
Ook overmatige talgproductie (in combinatie met talgbulten) komt bij veel patiënten voor.
Omdat bij veel patiënten de klachten in de puberteit beginnen spelen de apocriene zweetklieren waarschijnlijk een belangrijke rol.

## Behandeling
- Het effect van scheren of juist stoppen met scheren is meestal nihil.
- Het herstellen van een goede huidflora is vaak effectief. Dit kan bereikt worden door zo min mogelijk of geen zeep te gebruiken. Ook het stoppen met gebruik van allerlei 'huidverzorgende' producten en parfum bevattende middelen helpt bij het herstellen van de huidflora.
- Het voorkomen van de werking, verstopping en daardoor infecties van de apocriene zweetklieren door geen gebruik te maken van middelen die de zweetproductie remmen (antitransparanten) geeft meestal een vermindering van de klachten.
- Vaak wordt stoppen met roken aangeraden. Het effect daarvan is niet onderzocht.
- Knellende en/of schurende kleding kan ontstekingen uitlokken.
- Lokale behandeling met crème met Resorcinol 5%, 10%, 15% kan het ontstaan van nieuwe ontstekingen tegengaan, evenals het gedurende enige weken dagelijks herhaaldelijk ontsmetten van de aangedane huid met betadine-jodium.
- Langdurig gebruik van antibiotica maakt het ziektebeeld (tijdelijk) rustiger. Vaak worden hier middelen als tetracycline, doxycycline of minocycline voor gebruikt.
- Actieve ontstekingen kunnen in een vroeg stadium behandeld worden met injectie van triamcinolon.
- Drainage van abcessen kan bijdragen aan genezing, er is echter een grote kans op recidief. Een effectievere methode is 'deroofing'. Dit is het (ruim) openleggen van alle onderhuidse holtes.[5][6] De wond moet vanzelf dichtgroeien, dit gaat relatief snel, maar geeft behoorlijke littekenvorming. Simpele incisie en drainage wordt met terughoudendheid toegepast, want hoe meer littekens er in het gebied ontstaan, hoe meer kans er is op terugkomen van de aandoening.
- TNF-alfa-blokkers zijn geneesmiddelen die de ziekte meer bij de bron aanpakken. Resultaten zijn vaak al binnen een aantal weken zichtbaar. Deroofing blijft echter wel noodzaak voor de korte termijn. Als deze therapie voldoende aanslaat is chirurgisch ingrijpen niet meer nodig.
- Bij huidtransplantatie worden de defecten in het aangedane gebied volledig verwijderd. De plek wordt vervolgens afgedekt met huidtransplantaten. Indien het aangedane gebied te dicht bij de anus zit is soms een tijdelijke stoma noodzakelijk. Het komt zelden voor dat de hidradenitis terugkomt in het huidtransplantaat.

## Naamgeving
Hidradenitis betekent zweetklierontsteking; ἱδρώς hidrōs: zweet, ἀδήν adén: klier, en -itis (achtervoegsel): ontsteking. Suppurativa: etterend. De normale (eccriene) zweetklieren hebben echter geen rol in het ziekteproces. De aandoening komt vooral in die huidgedeelten voor waar zich de specifieke zweetklieren bevinden die bij de puberteit en daarna verantwoordelijk zijn voor de lichaamsgeur, de apocriene zweetklier. Veel deskundigen noemen de aandoening daarom liever acne inversa of acne ectopica. Hidradenitis suppurativa blijft echter verreweg de meest gebruikte benaming.